# Mauro Pregliasco
Mauro Pregliasco, noto anche con lo pseudonimo di Il Prete (Millesimo, 11 dicembre 1944), è un ex pilota automobilistico e imprenditore italiano, vincitore del campionato italiano rally 1977 su Lancia Stratos HF.
Approdò al mondo dei rally nel 1970 e se ne ritirò nel 1987.

## Carriera[3]

### Gli inizi
Pregliasco mosse i suoi primi passi nel mondo delle gare automobilistiche nel 1967 partecipando, in coppia col fratello, ad una gara in salita; questo evento fece nascere in lui la passione per le competizioni che lo portò a cimentarsi, come pilota, in varie corse in salita durante l'annata 1969.

### I rally

#### Esordio
Il debutto di Pregliasco nella categoria avvenne nel 1970, anno in cui gareggiò al volante di una Lancia Fulvia 1.6 Coupé HF preparata dalla Scuderia del Grifone. Con la stessa vettura partecipò anche alle due stagioni successive ottenendo alcuni risultati interessanti.

#### 1973
Divenuto Pilota Ufficiale Lancia si presenta ai nastri di partenza di vari rally nazionali e internazionali al volante della fida Lancia Fulvia HF, alternando i coequipeur Angelo Garzoglio e Piero Sodano.
Difendendo i colori di HF Squadra Corse Lancia e Marlboro Lancia ottiene il quarto posto nel Campionato Italiano Rally.

#### 1974
In qualità di alfiere del team torinese ottiene l'incarico di sviluppare la Lancia Beta Coupé, concludendo la stagione con una serie di ritiri dovuti alla gioventù della vettura.

#### 1975
Grazie all'intenso lavoro svolto durante la stagione precedente il pilota savonese ottiene risultati lusinghieri, tra cui il secondo posto assoluto al rally Targa Florio alle spalle della più performante Lancia Stratos HF condotta da Raffaele Pinto.

#### 1976
I buoni risultati conseguiti spinsero Lancia ad affidare a Pregliasco una Lancia Stratos HF con i colori Lancia Alitalia; la stagione sarà resa amara da una serie di ritiri che, comunque, gli consentirono di fare esperienza al volante del bolide torinese.

#### 1977
Fatto tesoro dell'esperienza passata Pregliasco, che da questa stagione sarà navigato da Vittorio Reisoli, conquista il titolo italiano, inanellando 4 vittorie assolute, oltre al decimo posto nel campionato del mondo a bordo della Lancia Stratos HF con telaio 1685.

#### 1978
Scritturato dal team Alfa Romeo partecipò al campionato al volante di una Alfa Romeo Alfetta GT, con la quale si piazzò secondo nel campionato italiano.

#### 1979
Sempre in coppia con Reisoli, al volante dell'Alfa Romeo si piazzò quarto nel campionato del mondo rally patendo alcuni ritiri.

#### 1980
Alla sua terza stagione in Alfa Romeo si presenta ai nastri di partenza, navigato dal solito Reisoli, al volante della potente Alfetta Turbodelta, difendendo i colori del Jolly Club.
Anche questa stagione fu tormentata da numerosi ritiri e si chiuse con un buon quinto posto in classifica mondiale e con la vittoria assoluta al Rally del Danubio. 

#### 1981
A seguito del ritiro dell'Alfa Romeo, che decise di indirizzare le proprie risorse all'avventura in Formula 1, il savonese si ritrovò senza un team e concluse la stagione con una vittoria al Giro di Sicilia al volante di una Porsche 911.

#### 1982
In questa stagione finalizza l'accordo con il team Ford Italia che gli affida una Ford Escort XR3i con cui, tuttavia, non riuscì a dimostrare il proprio valore.
Durante questa stagione divenne anche istruttore federale rally per conto di CSAI oltre a gestire una scuola di pilotaggio sul ghiaccio a Livigno

#### 1983
Rimasto in forza al team Ford, questa volta al volante della Ford Escort RS1600i, conclude la stagione senza risultati di rilievo.

#### 1985
Tornato in casa Lancia con i colori del team West Lancia, navigato da Davide Cianci, affronta la stagione al volante della Lancia Rally 037 ottenendo un quarto posto nel mondiale e la vittoria assoluta al Rally di Cipro.

#### 1986
Anche in questa stagione il savonese correrà con la Lancia Rally 037, questa volta per la scuderia Tre Gazzelle, chiudendo all'ottavo posto in classifica mondiale.

#### 1987
La stagione 1987, disputata con la Lancia Delta HF 4WD, lo vede vittorioso al Rally Città di Sassari.
Divenuto imprenditore, a fine anno decide di ritirarsi dal mondo delle gare.

## Palmarès
- Campionato italiano rally: 1
1977 su Lancia Stratos HF